# Listă de aeroporturi după codul IATA: H
Mai jos este lista de aeroporturi al căror cod IATA începe cu litera H.
Această listă este generată cu date din Wikidata și este actualizată periodic de un robot.
 Editările făcute în listă vor fi șterse la următoarea actualizare!
| Imagine | Cod IATA | Articol                                                   |
| ------- | -------- | --------------------------------------------------------- |
|         | HLD      | Aeroportul Hulunbuir Hailar                               |
|         | HTM      | Aeroportul Khatgal                                        |
|         | HNS      | Aeroportul Haines                                         |
|         | HUN      | Aeroportul Hualien                                        |
|         | HAU      | Aeroportul Haugesund                                      |
|         | HTA      | Aeroportul Kadala                                         |
|         | HUE      | Aeroportul Humera                                         |
|         | HCJ      | Aeroportul Hechi Jinchengjiang                            |
|         | HNB      | Aeroportul Huntingburg                                    |
|         | HEA      | Aeroportul Internațional Herat                            |
|         | HKB      | Aeroportul Healy Lake                                     |
|         | HGU      | Aeroportul Mount Hagen                                    |
|         | HAM      | Aeroportul Hamburg                                        |
|         | HLG      | Aeroportul Wheeling Ohio County                           |
|         | HVA      | Aeroportul Analalava                                      |
|         | HYD      | Aeroportul Internațional Rajiv Gandhi                     |
|         | HPY      | Aeroportul Baytown                                        |
|         | HIM      | Aeroportul Hingurakgoda Minneriya                         |
|         | HSI      | Aeroportul Municipal Hastings                             |
|         | HIE      | Aeroportul Regional Mount Washington                      |
|         | HOF      | Aeroportul Al-Ahsa Domestic                               |
|         | HUX      | Aeroportul Bahías de Huatulco                             |
|         | HUS      | Aeroportul Hughes                                         |
|         | HDK      | Aeroportul Kulhudhuffushi                                 |
|         | HFS      | Aeroportul Hagfors                                        |
|         | HSM      | Aeroportul Horsham                                        |
|         | HTO      | Aeroportul East Hampton                                   |
|         | HBE      | Aeroportul Borg El Arab                                   |
|         | HSJ      | Aeroportul Zhengzhou Shangjie                             |
|         | HLI      | Aeroportul Municipal Hollister                            |
|         | HCW      | Aeroportul Municipal Cheraw                               |
|         | HDN      | Aeroportul Yampa Valley                                   |
|         | HGH      | Aeroportul Internațional Hangzhou Xiaoshan                |
|         | HSN      | Aeroportul Zhoushan Putuoshan                             |
|         | HUB      | Aeroportul Humbert River                                  |
|         | HUM      | Aeroportul Houma-Terrebonne                               |
|         | HGN      | Aeroportul Mae Hong Son                                   |
|         | HGI      | Aeroportul Itanagar                                       |
|         | HGI      | Aeroportul Paloich                                        |
|         | HHN      | Aeroportul Frankfurt-Hahn                                 |
|         | HIR      | Aeroportul Internațional Honiara                          |
|         | HND      | Aeroportul Tokio Haneda                                   |
|         | HYR      | Aeroportul Sawyer County                                  |
|         | HKA      | Aeroportul Municipal Blytheville                          |
|         | HOA      | Aeroportul Hola                                           |
|         | HPA      | Aeroportul Lifuka Island                                  |
|         | HYA      | Aeroportul Municipal Barnstable                           |
|         | HKD      | Aeroportul Hakodate                                       |
|         | HUD      | Aeroportul Municipal Humboldt                             |
|         | HOG      | Aeroportul Frank País                                     |
|         | HRG      | Aeroportul Internațional Hurghada                         |
|         | HBG      | Aeroportul Municipal Hattiesburg Bobby L. Chain           |
|         | HBK      | Aeroportul Municipal Holbrook                             |
|         | HEO      | Aeroportul Haelogo                                        |
|         | HEW      | Aeroportul Internațional Ellinikon                        |
|         | HUU      | Aeroportul Alférez FAP David Figueroa Fernandini          |
|         | HUK      | Aeroportul Hukuntsi                                       |
|         | HUF      | Aeroportul Terre Haute                                    |
|         | HFE      | Aeroportul Internațional Hefei Xinqiao                    |
|         | HBQ      | Aeroportul Qilian                                         |
|         | HKK      | Aeroportul Hokitika                                       |
|         | HMJ      | Aeroportul Khmelnytskyi                                   |
|         | HMT      | Aeroportul Hemet-Ryan                                     |
|         | HOB      | Aeroportul Regional Lea County                            |
|         | HOI      | Aeroportul Hao                                            |
|         | HVR      | Aeroportul Havre City-County                              |
|         | HRA      | Aeroportul Mnichovo Hradiste                              |
|         | HDR      | Aeroportul Havadarya                                      |
|         | HUG      | Aeroportul Huehuetenango                                  |
|         | HOU      | Aeroportul William P. Hobby                               |
|         | HAJ      | Aeroportul Hannover                                       |
|         | HON      | Aeroportul Regional Huron                                 |
|         | HHQ      | Aeroportul Hua Hin                                        |
|         | HII      | Aeroportul Lake Havasu City                               |
|         | HSG      | Aeroportul Saga                                           |
|         | HSV      | Aeroportul Internațional Huntsville                       |
|         | HUI      | Aeroportul Internațional Phu Bai                          |
|         | HAK      | Aeroportul Internațional Haikou Meilan                    |
|         | HUV      | Aeroportul Hudiksvall                                     |
|         | HYS      | Aeroportul Regional Hays                                  |
|         | HVE      | Aeroportul Hanksville                                     |
|         | HCQ      | Aeroportul Halls Creek                                    |
|         | HLA      | Aeroportul Internațional Lanseria                         |
|         | HAD      | Aeroportul Halmstad                                       |
|         | HID      | Aeroportul Horn Island                                    |
|         | HXD      | Aeroportul Delingha                                       |
|         | HOE      | Aeroportul Ban Huoeisay                                   |
|         | HBA      | Aeroportul Internațional Hobart                           |
|         | HDF      | Aeroportul Heringsdorf                                    |
|         | HKT      | Aeroportul Internațional Phuket                           |
|         | HNL      | Aeroportul Internațional Honolulu                         |
|         | HPH      | Aeroportul Internațional Cat Bi                           |
|         | HRB      | Aeroportul Internațional Harbin Taiping                   |
|         | HNA      | Aeroportul Hanamaki                                       |
|         | HNM      | Aeroportul Hana                                           |
|         | HUO      | Aeroportul Huolinhe                                       |
|         | HMY      | Aeroportul Seosan                                         |
|         | HDD      | Aeroportul Hyderabad                                      |
|         | HLF      | Aeroportul Hultsfred                                      |
|         | HDG      | Aeroportul Handan                                         |
|         | HGR      | Aeroportul Regional Hagerstown                            |
|         | HLE      | Aeroportul Saint Helena                                   |
|         | HNC      | Aeroportul Billy Mitchell                                 |
|         | HRE      | Aeroportul Internațional Harare                           |
|         | HTL      | Aeroportul Roscommon County – Blodgett Memorial           |
|         | HER      | Aeroportul Internațional Heraklion                        |
|         | HAV      | Aeroportul Internațional José Martí                       |
|         | HIJ      | Aeroportul Hiroshima                                      |
|         | HUT      | Aeroportul Municipal Hutchinson                           |
|         | HAI      | Aeroportul Municipal Three Rivers Dr Haines               |
|         | HLS      | Aeroportul St Helens                                      |
|         | HSB      | Aeroportul Harrisburg-Raleigh                             |
|         | HUL      | Aeroportul Houlton                                        |
|         | HUW      | Aeroportul Humaitá                                        |
|         | HHR      | Aeroportul Municipal Hawthorne                            |
|         | HLC      | Aeroportul Municipal Hill City                            |
|         | HCC      | Aeroportul Columbia County                                |
|         | HIB      | Aeroportul Regional Range                                 |
|         | HEE      | Aeroportul Thompson-Robbins                               |
|         | HRM      | Aeroportul Hassi R'Mel                                    |
|         | HAE      | Aeroportul Haeju                                          |
|         | HOD      | Aeroportul Internațional Hodeida                          |
|         | HRI      | Aeroportul Internațional Mattala Rajapaksa                |
|         | HFD      | Aeroportul Hartford-Brainard                              |
|         | HKN      | Aeroportul Hoskins                                        |
|         | HYN      | Aeroportul Taizhou Luqiao                                 |
|         | HZK      | Aeroportul Húsavík                                        |
|         | HYF      | Aeroportul Hayfields                                      |
|         | HDY      | Aeroportul Internațional Hat Yai                          |
|         | HTT      | Aeroportul Huatugou                                       |
|         | HFT      | Aeroportul Hammerfest                                     |
|         | HNY      | Aeroportul Hengyang Nanyue                                |
|         | HPG      | Aeroportul Shennongjia                                    |
|         | HLM      | Aeroportul Park Township                                  |
|         | HLZ      | Aeroportul Internațional Hamilton                         |
|         | HBR      | Aeroportul Regional Hobart                                |
|         | HEX      | Aeroportul Internațional Herrera                          |
|         | HAF      | Aeroportul Half Moon Bay                                  |
|         | HKP      | Aeroportul Kaanapali                                      |
|         | HMV      | Aeroportul Hemavan-Tärnaby                                |
|         | HUC      | Aeroportul Humacao                                        |
|         | HAO      | Aeroportul Regional Butler County                         |
|         | HRO      | Aeroportul comitatului Boone                              |
|         | HTR      | Aeroportul Hateruma                                       |
|         | HFA      | Aeroportul Internațional Haifa                            |
|         | HTY      | Aeroportul Hatay                                          |
|         | HVS      | Aeroportul Regional Hartsville                            |
|         | HLP      | Aeroportul Halim Perdanakusuma                            |
|         | HAA      | Aeroportul Hasvik                                         |
|         | HMA      | Aeroportul Khanty-Mansiysk                                |
|         | HMB      | Aeroportul Internațional Sohag                            |
|         | HOV      | Aeroportul Ørsta-Volda                                    |
|         | HLN      | Aeroportul Regional Helena                                |
|         | HIN      | Aeroportul Sacheon                                        |
|         | HJT      | Aeroportul Khujirt                                        |
|         | HSH      | Aeroportul Henderson Executive                            |
|         | HAY      | Aeroportul Hacaritama                                     |
|         | HFN      | Aeroportul Hornafjörður                                   |
|         | HTH      | Aeroportul Hawthorne Industrial                           |
|         | HOR      | Aeroportul Horta                                          |
|         | HCM      | Aeroportul Eyl                                            |
|         | HSK      | Aeroportul Huesca-Pirineos                                |
|         | HSS      | Aeroportul Hisar                                          |
|         | HMI      | Aeroportul Hami                                           |
|         | HKG      | Aeroportul Internațional Hong Kong                        |
|         | HOS      | Aeroportul Chos Malal                                     |
|         | HIW      | Aeroportul Hiroshima-Nishi                                |
|         | HTI      | Aeroportul Great Barrier Reef                             |
|         | HOK      | Aeroportul Hooker Creek                                   |
|         | HZH      | Aeroportul Liping                                         |
|         | HJJ      | Aeroportul Huaihua Zhijiang                               |
|         | HIP      | Aeroportul Headingly                                      |
|         | HPT      | Aeroportul Municipal Hampton                              |
|         | HNH      | Aeroportul Hoonah                                         |
|         | HAH      | Aeroportul Internațional Prince Said Ibrahim              |
|         | HVN      | Aeroportul Regional Tweed-New Haven                       |
|         | HEL      | Aeroportul Helsinki-Vantaa                                |
|         | HIL      | Aeroportul Shilavo                                        |
|         | HSC      | Aeroportul Shaoguan Guitou                                |
|         | HCN      | Aeroportul Hengchun                                       |
|         | HQM      | Aeroportul Bowerman                                       |
|         | HRZ      | Aeroportul Horizontina                                    |
|         | HVK      | Aeroportul Hólmavík                                       |
|         | HUQ      | Aeroportul Hun                                            |
|         | HVG      | Aeroportul Honningsvåg                                    |
|         | HVD      | Aeroportul Khovd                                          |
|         | HES      | Aeroportul Municipal Hermiston                            |
|         | HCR      | Aeroportul Holy Cross                                     |
|         | HGD      | Aeroportul Hughenden                                      |
|         | HGE      | Aeroportul Higuerote                                      |
|         | HGS      | Aeroportul Hastings                                       |
|         | HMO      | Aeroportul Internațional General Ignacio Pesqueira García |
|         | HPB      | Aeroportul Hooper Bay                                     |
|         | HRS      | Aeroportul Harrismith                                     |
|         | HTN      | Aeroportul Hotan                                          |
|         | HTS      | Aeroportul Tri-State                                      |
|         | HTZ      | Aeroportul Hato Corozal                                   |
|         | HWD      | Aeroportul Hayward Executive                              |
|         | HAC      | Aeroportul Hachijojima                                    |
|         | HAB      | Aeroportul Marion County – Rankin Fite                    |
|         | HHH      | Aeroportul Hilton Head                                    |
|         | HAN      | Aeroportul Internațional Noi Bai                          |
|         | HEG      | Aeroportul Herlong Recreational                           |
|         | HJR      | Aeroportul Khajuraho                                      |
|         | HUH      | Aeroportul Huahine – Fare                                 |
|         | HTG      | Aeroportul Khatanga                                       |
|         | HGA      | Aeroportul Internațional Hargeisa                         |
|         | HLH      | Aeroportul Ulanhot                                        |
|         | HHZ      | Aeroportul Hikueru                                        |
|         | HGO      | Aeroportul Korhogo                                        |
|         | HPN      | Aeroportul Westchester County                             |
|         | HEK      | Aeroportul Heihe Aihui                                    |
|         | HAQ      | Aeroportul Hanimaadhoo                                    |
|         | HRL      | Aeroportul Internațional Valley                           |
|         | HEH      | Aeroportul Heho                                           |
|         | HKY      | Aeroportul Regional Hickory                               |
|         | HBX      | Aeroportul Hubli                                          |
|         | HLT      | Aeroportul Hamilton                                       |
|         | HME      | Aeroportul Oued Irara–Krim Belkacem                       |
|         | HDM      | Aeroportul Hamadan                                        |
|         | HOM      | Aeroportul Homer                                          |
|         | HEZ      | Aeroportul Natchez-Adams County                           |
|         | HCA      | Aeroportul Big Spring McMahon-Wrinkle                     |
|         | HUY      | Aeroportul Humberside                                     |
|         | HOT      | Aeroportul Memorial Field                                 |
|         | HTV      | Aeroportul Regional Huntsville                            |
|         | HAS      | Aeroportul regional Ha'il                                 |
|         | HIO      | Aeroportul Hillsboro                                      |
|         | HIA      | Aeroportul Huai'an Lianshui                               |
|         | HET      | Aeroportul Internațional Hohhot Baita                     |
|         | HLJ      | Aeroportul Barysiai                                       |
|         | HWN      | Aeroportul Hwange National Park                           |
|         | HZP      | Aeroportul Fort MacKay/Horizon                            |
|         | HUZ      | Aeroportul Huizhou                                        |
|         | HZG      | Aeroportul Hanzhong Chenggu                               |
|         | HOH      | Aeroportul Hohenems-Dornbirn                              |
|         | HLW      | Aeroportul Hluhluwe                                       |
|         | HXX      | Aeroportul Hay                                            |
|         | HVB      | Aeroportul Hervey Bay                                     |
|         | HZL      | Aeroportul Municipal Hazleton                             |
|         | HTU      | Aeroportul Hopetoun                                       |
|         | HRK      | Aeroportul Internațional Kharkiv                          |
|         | HWO      | Aeroportul North Perry                                    |
|         | HPV      | Aeroportul Princeville                                    |
|         | HUJ      | Aeroportul Municipal Stan Stamper                         |
|         | HNN      | Aeroportul Honinabi                                       |